# Sint-Clemenskerk (Schwarzrheindorf)
De Sint-Clemenskerk (Duits: Kirche von St. Maria und Clemens) is een romaanse dubbelkerk in Bonn, gelegen in de wijk Schwarzrheindorf/Vilich-Rheindorf. De kerk is vooral bijzonder vanwege de 12e-eeuwse muurschilderingen en wordt mede daardoor gezien als een van de voornaamste romaanse kerken van Duitsland. De bovenkapel is aan Maria gewijd; de benedenkapel aan paus Clemens I.

## Geschiedenis
Opdrachtgever voor de bouw van de dubbelkapel was Arnold II van Wied, proost van de dom van Limburg aan de Lahn, de dom van Keulen en het kapittel van Sint-Servaas, later aartsbisschop van Keulen. Arnold van Wied wordt tevens gezien als een van de belangrijkste bouwheren van de Sint-Servaaskerk in Maastricht, waarmee de kerk van Schwarzrheindorf opvallende gelijkenissen toont (onder anderen de dwerggalerij en de romaanse bouwsculptuur). De kapel was waarschijnlijk bedoeld als hofkapel en grafkapel van de graven van Wied. Naast de kapel zijn restanten van een burcht opgegraven.
Na de dood van Arnold in 1156, vormde zijn zuster Hadwig van Wied, die al abdis was te Gerresheim en van het Sticht Essen, de kapel om tot het centrum van een klooster van benedictinessen, waarvan ze zelf abdis werd.

## Beschrijving
De Sint-Clemenskerk is een goed bewaard gebleven dubbelkapel met een bovengalerij, waar de adellijke stiftsdames, gescheiden van het volk in de kerk beneden, de mis konden bijwonen. De kerk heeft een zware vieringtoren. De dwerggalerij is bijzonder, omdat deze zich voorbij de apsis voortzet langs de transepten. Zowel in Maastricht als in Schwarzrheindorf liet Arnold van Wied de kerken versieren met gebeeldhouwde kapitelen, vervaardigd door het zogenaamde Heimo-atelier, een Maaslands atelier van steenbeeldhouwers met Noord-Italiaanse wortels. Het werk van dit atelier wordt gerekend tot de hoogtepunten van de romaanse sculptuur in het Maas-Rijngebied.
De 12e-eeuwse fresco's zijn nog grotendeels bewaard gebleven. Zowel de schilderingen van de bovenkapel als die van de benedenkapel zijn van groot kunsthistorisch belang. De afgebeelde onderwerpen zijn ontleend aan de theologie van 12e-eeuwse denkers als Rupert van Deutz en Otto van Freising. In de bovenkapel is een Majestas Domini afgebeeld met daaronder Arnold en Hadwig von Wied, afgebeeld in nederige, ter aarde geworpen houding.

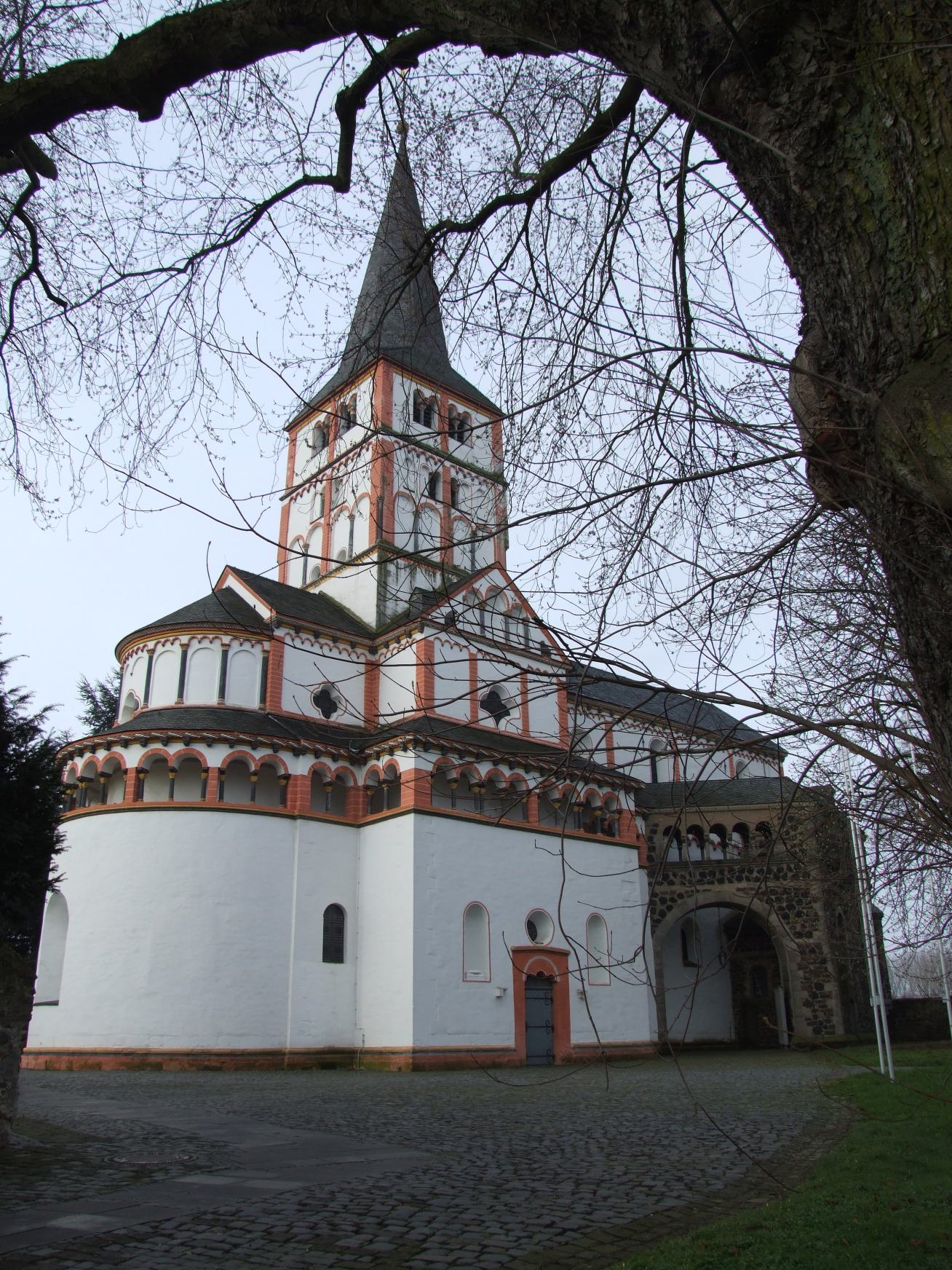
Sint-Clemenskerk
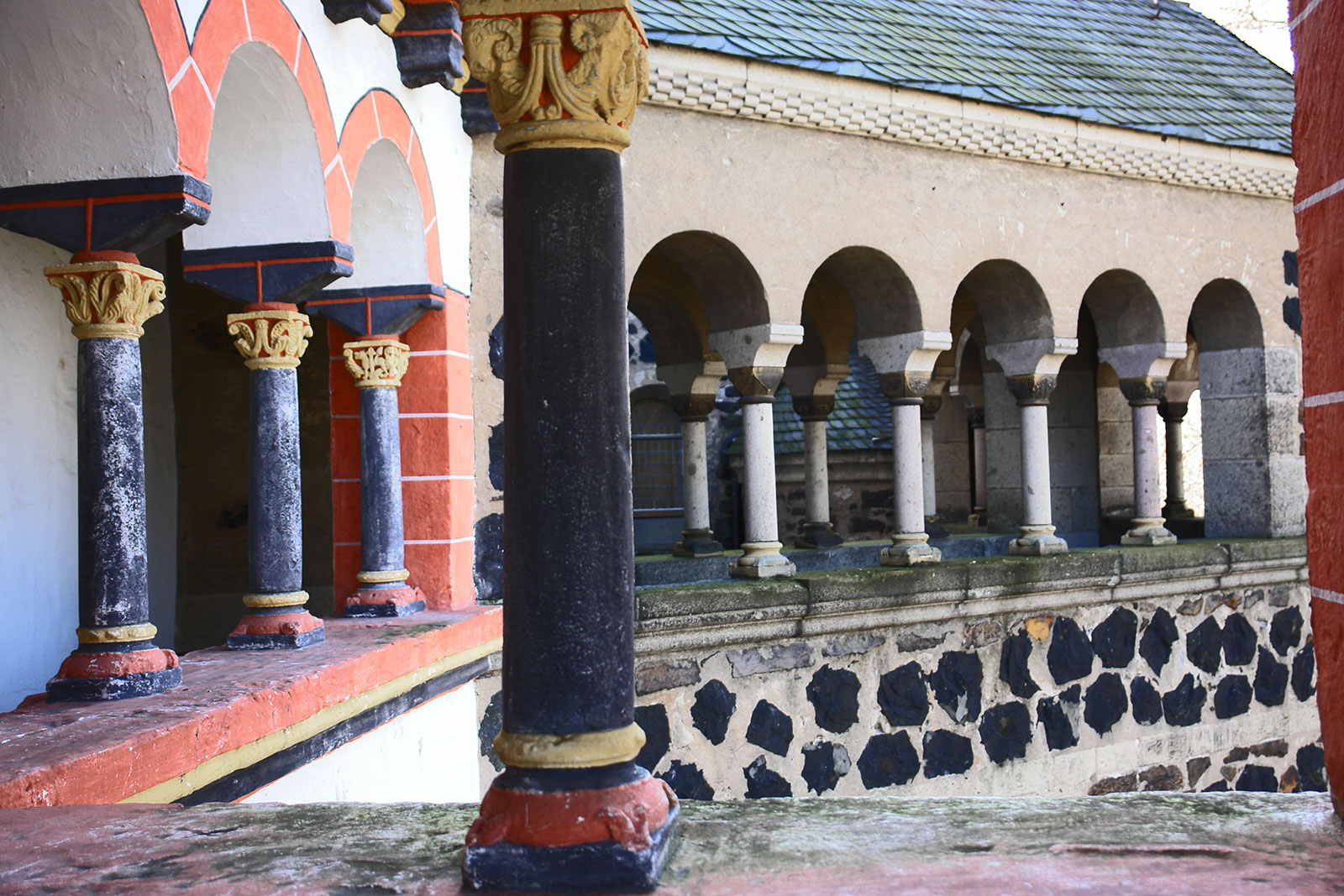
Dwerggalerij
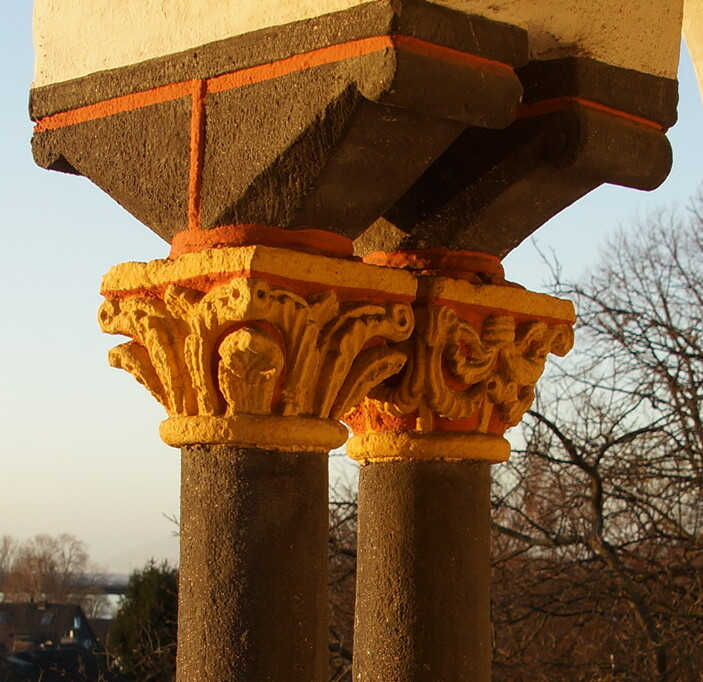
Kapitelen
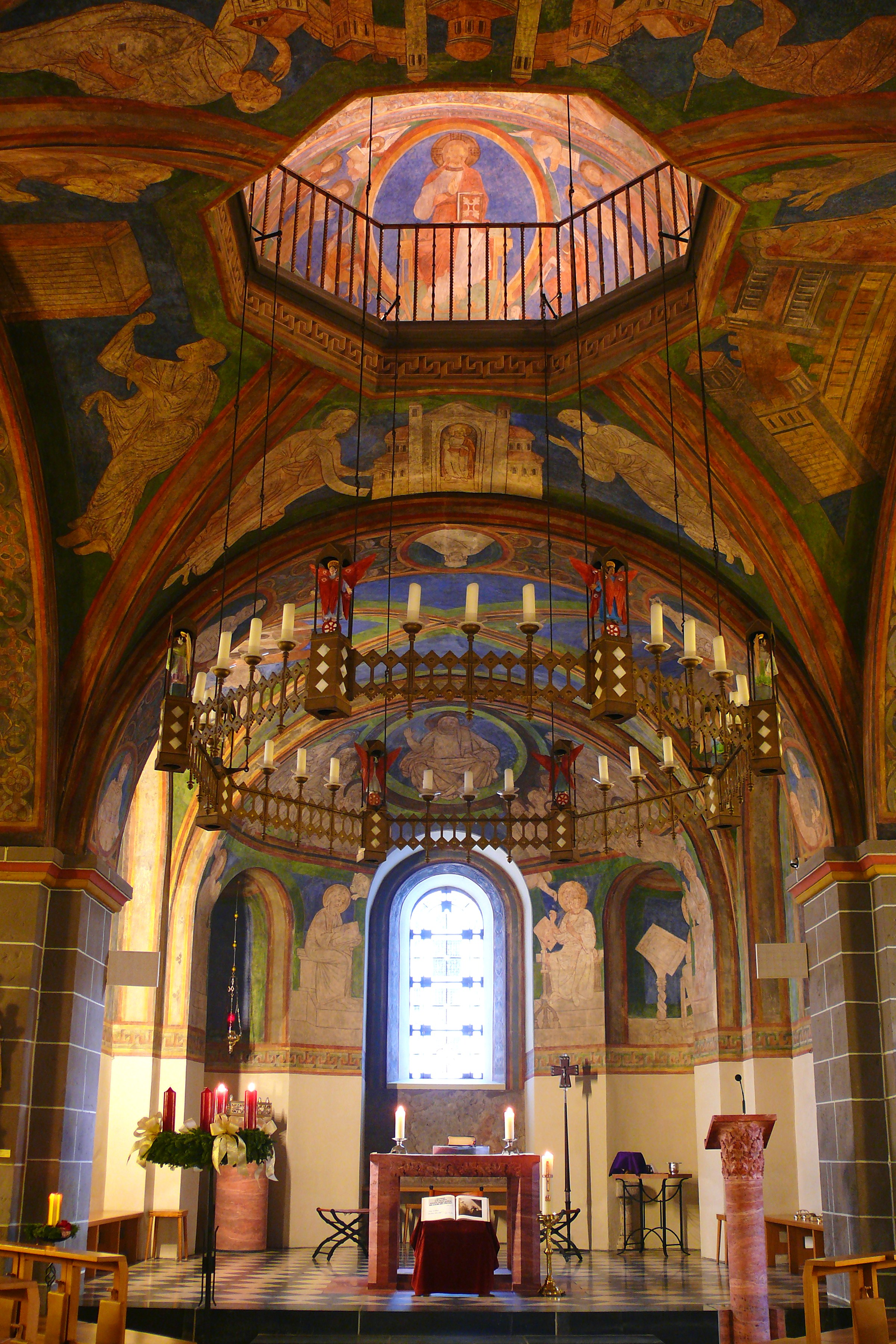
Gezicht op het koor
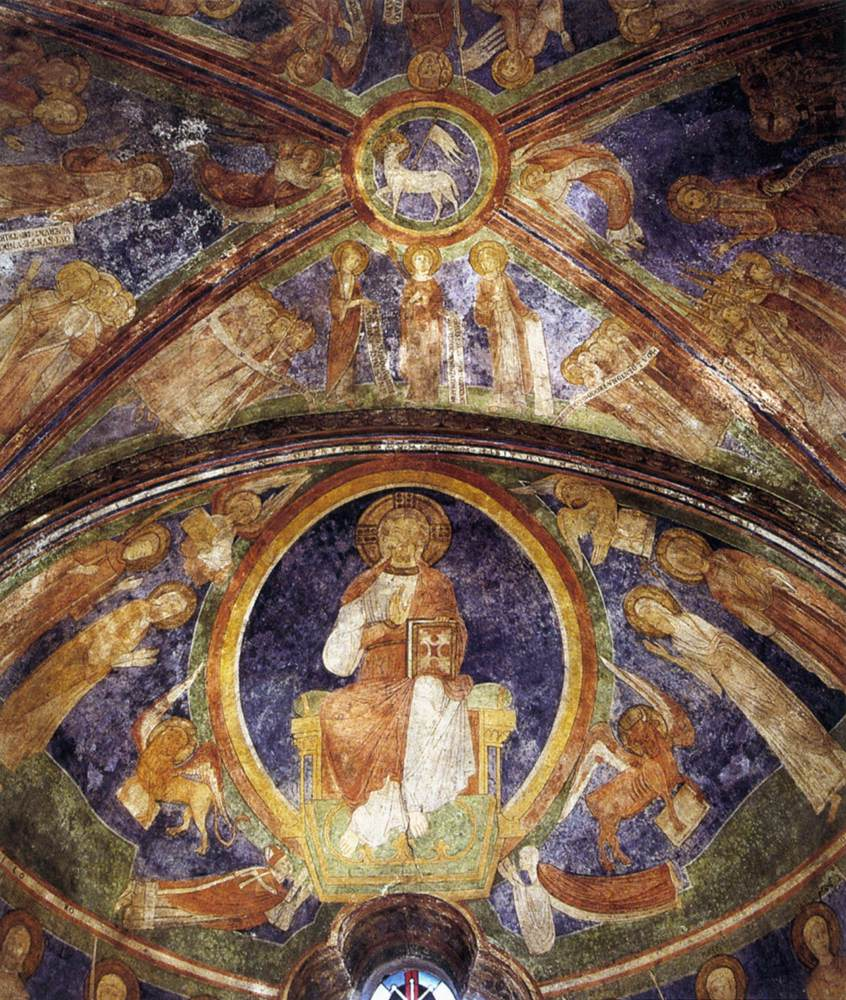
Schildering bovenkapel